# Toon Disney
Toon Disney (und Toon Disney +1) war ein Fernsehprogramm. Es sendete wie sein Partnersender Playhouse Disney seit dem 10. November 2004 über die Bezahlfernsehen-Plattform von Vodafone Kabel Deutschland. Das Bezahlfernseh-Paket von Sky Deutschland nahm Toon Disney nicht in sein Paket mit auf. Der Sender stellte in der Nacht zum 15. April 2010 seinen Sendebetrieb ein. Toon Disney +1 wurde durch Disney XD +1 ersetzt.
Toon Disney war ein Ableger des US-Familiensenders Disney Channel. Das Programm basiert auf Walt Disneys Zeichentrickserien, die Zielgruppe des Senders waren Kinder von 3–13 Jahren und Zeichentrickbegeisterte. Das Programm war rund um die Uhr gewalt- und werbefrei. Die Buena Vista GmbH beantragte eine Sendelizenz und die BLM (bayerische Landesmedienanstalt) verlieh dann im Oktober die Sendelizenz. Seit dem 14. November 2009 gehörte Toon Disney Deutschland neben Toon Disney Italien zu den letzten Toon-Disney-Ausgaben weltweit. Am 11. März 2010 bzw. 23. März wurde Toon Disney aus dem Österreichischen AonTV und dem Schweizerischen Cablecom durch Disney XD ersetzt. Somit war Toon Disney zuletzt ausschließlich in Deutschland verfügbar. Toon Disney sendete noch bis zum 15. April, danach wurde der Sender in Deutschland eingestellt.

## Programmstruktur
Toon Disney veränderte unregelmäßig, aber mindestens einmal pro Jahr, sein Programm. Meist wurden Disney-Cartoons aus den 1980er und 1990er Jahren durch andere aus diesem Bereich ausgetauscht. Zu den Hauptserien von Toon Disney, die (fast) immer im Programm waren, gehörten Phineas und Ferb, Kim Possible, American Dragon, Tauschrausch, Kuzcos Königsklasse, Brandy & Mr. Whiskers, Mickys Clubhaus, Lilo & Stitch und Disneys große Pause. Noch bis 30. November 2009 lief von 00:00 bis 06:00 die TooNight, die verschiedene Cartoons ohne Schema zeigt. Am 1. Dezember 2009 wurde die TooNight aufgehoben und wurde durch verschiedene Serien ersetzt.

## Sendeende
Lange Zeit war unbekannt, wie die Zukunft von Toon Disney Deutschland aussieht. Manche Serien liefen seit über einem Jahr auf Toon Disney auf derselben Sendezeit. Es wurden keine neuen Episoden von Serien gezeigt, die schon länger auf dem Disney Channel zu sehen sind. Von manchen Serien wurden nur manche Episoden ausgestrahlt. Über zwei Jahren wurde die Programmstruktur nicht total verändert, wie es früher üblich war und manche Serien kamen seit über zwei Jahren nicht mehr. Auch die Einstellung des Toon des Monats, der Toon Extra lang und der Toonight ließen darauf schließen, dass Toon Disney demnächst eingestellt werden könnte. Der Sendebetrieb wurde schlussendlich zum 15. April 2010 eingestellt.

## Zeichentrickserien
| Zuletzt laufende Serien auf Toon Disney             | Zuvor abgesetzte Serien auf Toon Disney                       |
| --------------------------------------------------- | ------------------------------------------------------------- |
| Chip und Chap – Die Ritter des Rechts USA 1989–1992 | Micky Maus (Kurzfilme) USA 1928–1995 (Unter Classiccartoons)  |
| Arielle, die Meerjungfrau USA 1992–1994             | Pluto (Kurzfilme) USA 1930–2001 (Unter Classiccartoons)       |
| Disneys Aladdin USA 1993–1995                       | Goofy (Kurzfilme) USA 1932–2001 (Unter Classiccartoons)       |
| Abenteuer mit Timon und Pumbaa USA 1995–1998        | Donald Duck (Kurzfilme) USA 1934–2001 (Unter Classiccartoons) |
| Quack Pack – Onkel D. und die Boys USA 1996–1997    | Disneys Gummibärenbande USA 1985–1991                         |
| 101 Dalmatiner USA 1996–1998                        | DuckTales – Neues aus Entenhausen USA 1987–1990               |
| Disneys Große Pause USA 1997–2001                   | Käpt’n Balu und seine tollkühne Crew USA 1990–1991            |
| Disneys Hercules USA 1998–1999                      | Darkwing Duck USA 1991                                        |
| Simsalabim Sabrina USA 1999–2000                    | Doug USA 1991–1994                                            |
| Captain Buzz Lightyear – Star Command USA 2000      | Goofy & Max USA 1992–1994                                     |
| Disneys Wochenend-Kids USA 2000–2001                | Bonkers, der listige Luchs von Hollywood USA 1993             |
| Disneys Gummibärenbande USA 1985–1991               | Die Dschungelbuch-Kids USA 1996–1998                          |
| Die Prouds USA 2001–2003                            | Pepper Ann USA 1997–2000                                      |
| Kim Possible USA 2002                               | Disneys Klassenhund USA 2000–2002                             |
| Disneys Fillmore USA 2002–2004                      | Disneys Lloyd im All USA 2001                                 |
| Lilo & Stitch USA 2003–2006                         | Disneys Tarzan (Serie) USA 2001                               |
| Brandy & Mr. Whiskers USA 2004                      | Teamo Supremo USA 2002–2003                                   |
| Disneys American Dragon USA 2005–2006               | Disneys Barbaren-Dave USA 2004                                |
| Disneys Kuzco’s Königsklasse USA 2005–2006          | Maggie USA 2005–2006                                          |
| Disneys Tauschrausch USA 2006–2007                  | Mein Dad ist'n Rockstar                                       |
| Phineas und Ferb USA 2007                           | Mickys Clubhaus USA 1999–2003                                 |
| Elliot USA 2007                                     |                                                               |

## Toon Disney weltweit
Toon Disney startete in den Vereinigten Staaten am 18. April 1998. Toon Disney sendete bis Donnerstag, 12. Februar 2009, 23:59 und wurde am Freitag, 13. Februar 2009 in der ersten Minute durch Disney XD ersetzt. In Frankreich wurde Toon Disney im September 2007 durch Disney Cinemagic ersetzt. Toon Disney wurde 2000 im Vereinigten Königreich gestartet. Im März 2006 wurde Toon Disney, als erster Sender der Welt, durch Disney Cinemagic ersetzt. 2001 ging Toon Disney in Spanien an den Start und wurde im Oktober 2008 durch Disney Cinemagic ersetzt. Toon Disney, der am 1. August 2005 in den Skandinavischen Länder gestartet ist, ist am 12. September 2009 durch Disney XD ersetzt worden. In Italien ist Toon Disney am 24. Dezember 2004 gestartet. Toon Disney Italien war vom 15. April 2010 bis zum 1. Oktober 2011 der einzige noch sendende Toon Disney weltweit. Toon Disney wurde in Japan am 1. Dezember 2005 gestartet und ist am 1. August 2009 durch Disney XD ersetzt worden. In Indien wurde Toon Disney im Jahr 2004 gestartet. Er ist am 14. November 2009 durch Disney XD ersetzt worden.

## Schwestersender
- Disney Channel
- Disney XD
- Disney Junior
- Playhouse Disney
- Disney Cinemagic